# Kadambini Ganguly
Kadambini Ganguly (en bengalí: কাদম্বিনী গাঙ্গুলি ; en hindi: कादम्बिनी गांगुली; Bhagalpur, 18 de julio de 1861-Calcuta, 3 de octubre de 1923) fue una de las primeras médicas indias que ejerció con un título en medicina moderna, junto con otras mujeres pioneras como Anandi Gopal Joshi. Fue la primera mujer en ser admitida en el Calcuta Medical College en 1884, posteriormente se formó en Escocia y estableció una exitosa práctica médica en la India.  Se la reconoce por su rol de defensora del cambio social de su país y activista por los derechos de las mujeres.

## Primeros años
Hija del Brahmo Samaj Braja Kishore Basu, nació el 18 de julio de 1861 en Bhagalpur, Bihar en la India británica. La familia era originaria de Chandsi, en Barisal, actualmente en Bangladés. Su padre era director de la escuela de Bhagalpur. Él y Abhay Charan Mallick iniciaron el movimiento para la emancipación de la mujer en Bhagalpur, estableciendo la organización de mujeres Bhagalpur Mahila Samiti en 1863, la primera de la India.
A pesar de provenir de una comunidad bengalí de casta superior que no apoyaba la educación de las mujeres, Kadambini comenzó su educación en Banga Mahila Vidyalaya y mientras estaba en la escuela Bethune (establecida por Bethune) en 1878 se convirtió en la primera mujer en aprobar el examen de ingreso a la Universidad de Calcuta. En parte como reconocimiento a sus esfuerzos, el Bethune College introdujo por primera vez los cursos de FA (Primeras artes) y luego los de graduación en 1883. Junto con Chandramukhi Basu se convirtieron en las primeras graduadas del Bethune College, y en las primeras mujeres graduadas en el país y de todo el Imperio Británico.

## Vida profesional

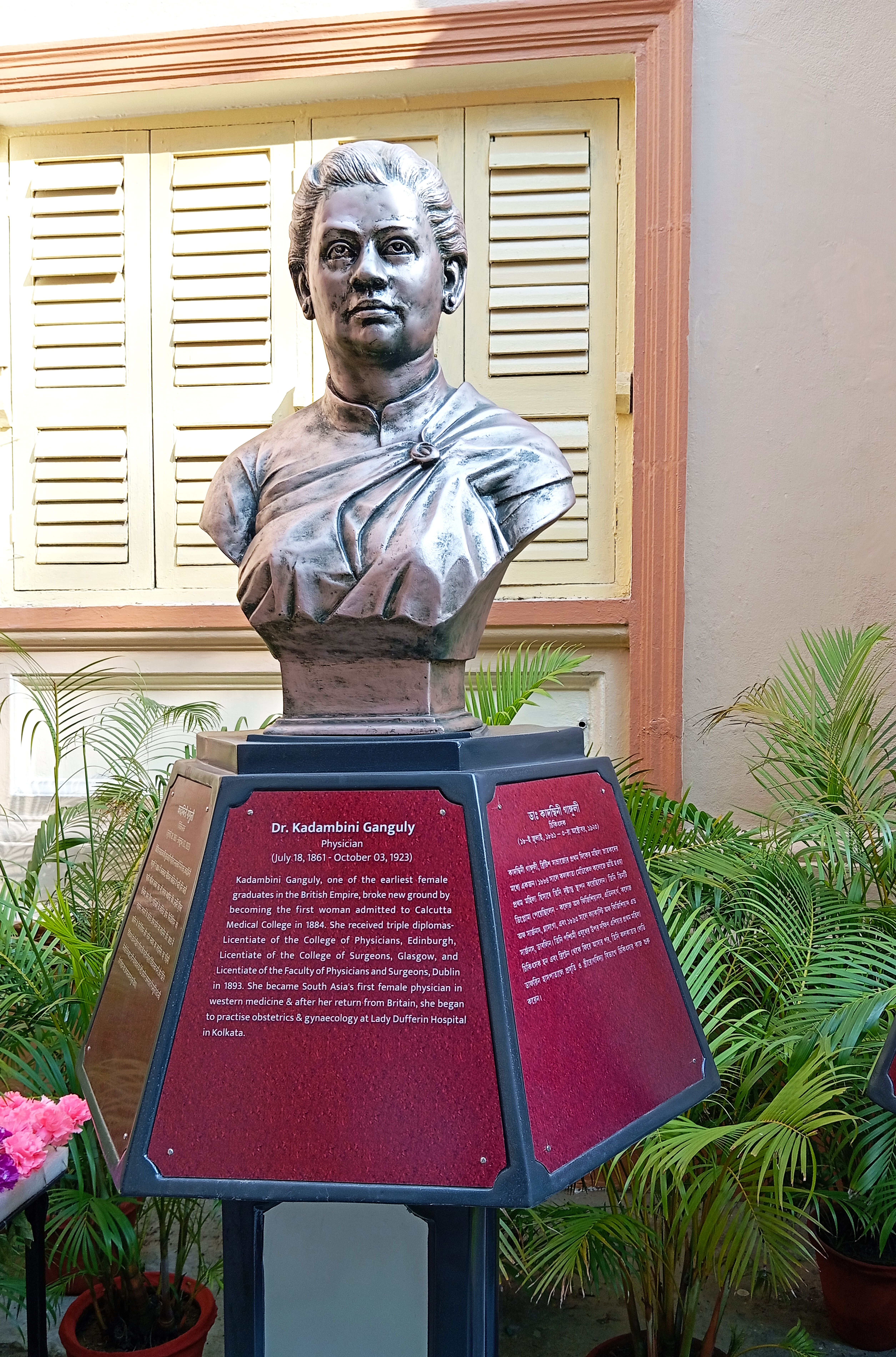
Estatua de Kadambini Ganguly en el Museo Industrial y Tecnológico Birla, Calcuta.

Mucho antes de graduarse, Ganguly había decidido ingresar en la escuela de medicina. Por aquel entonces, la Facultad de Medicina de Madrás había empezado a admitir alumnas en 1875, mientras que la Facultad de Medicina de Calcuta (CMC) no permitía el ingreso de ninguna mujer. Dwarkanath (su esposo) y Kadambini Ganguly se ofrecieron como voluntarios para cambiar esta norma. Lucharon contra lo habitual y Kadambini se convirtió en la principal mujer que se presentó a la CMC en 1884. Incluso consiguió una cooperación de 20 rupias al mes de la autoridad pública.
Kadambini ingresó en la facultad de medicina el 23 de junio de 1883 a pesar de las fuertes críticas de la sociedad que se oponía a la liberación de la mujer. Recibió una beca de 15 rupias durante dos años. En 1886 se le concedió el premio GBMC y se convirtió en la primera médica en ejercicio con un título de medicina occidental en todo el sur de Asia. Esto atrajo la atención de Florence Nightingale, que en 1888 escribió a un amigo pidiéndole más información sobre Ganguly.
Este fue un triunfo increíble para los esfuerzos de escolarización de las mujeres en el país. Sin embargo, la sociedad consuetudinaria no invitaba a la posibilidad de que una mujer se convirtiera en especialista. De hecho, una parte de los profesores del CMC no estaban contentos con la incorporación de las mujeres, hasta tal punto que un profesor no permitió a Kadambini aprobar una de sus asignaturas. Como resultado, en lugar de un título de licenciada, Kadambini obtuvo el título de Graduada del Colegio Médico de Bengala (GMCB) en 1886.
Ese mismo año, fue seleccionada para el Hospital de Mujeres Lady Dufferin de Calcuta. Fue todo menos un encuentro encantador, ya que sintió observada por los especialistas individuales que la miraban hacia abajo, ya que no tenía un título de MB. De inmediato comprendió que necesitaba más capacidades para conseguir la admiración de sus compañeros. Viajó a Inglaterra en 1893 y obtuvo el triple certificado de Licenciatura del Colegio de Médicos de Edimburgo (LRCP), Licenciada del Colegio de Cirujanos de Glasgow (LRCS) y Licenciada de la Facultad de Médicos y Cirujanos de Dublín (LFPS) del Scottish College. A su regreso, fue elevada a la categoría de especialista superior y, de la misma forma, comenzó a mantener una próspera práctica privada.
En 1893 viajó a Edimburgo, donde estudió en el Edinburgh College of Medicine for Women. Como ya poseía varias calificaciones previas, Ganguly pudo obtener un «diploma triple» en poco tiempo, obteniendo la licencia como LRCP (Edimburgo), LRCS (Glasgow) y GFPS (Dublín). Visitó Nepal en 1895 para tratar con éxito a la madre del monarca nepalí reinante, Dev Shumsher Jang Bahadur Rana.

## Activismo
Fue una activa defensora del cambio social en la India. Fue una de las seis delegadas en la quinta sesión del Congreso Nacional Indio en 1889, y la primera mujer en abrir la sesión inaugural de este congreso, y organizó la Conferencia de Mujeres de 1906 en Calcuta después de la Partición de Bengala. Ganguly también consiguió presionar a la Facultad de Medicina de Calcuta para que admitiera a las mujeres como estudiantes.
Se desempeñó como presidenta de la Asociación India Transvaal formada después del encarcelamiento de Mahatma Gandhi en Sudáfrica y trabajó incansablemente para los indígenas allí.
En 1922 visitó Bihar y Odisha para ayudar a las trabajadoras mineras.

## Vida personal

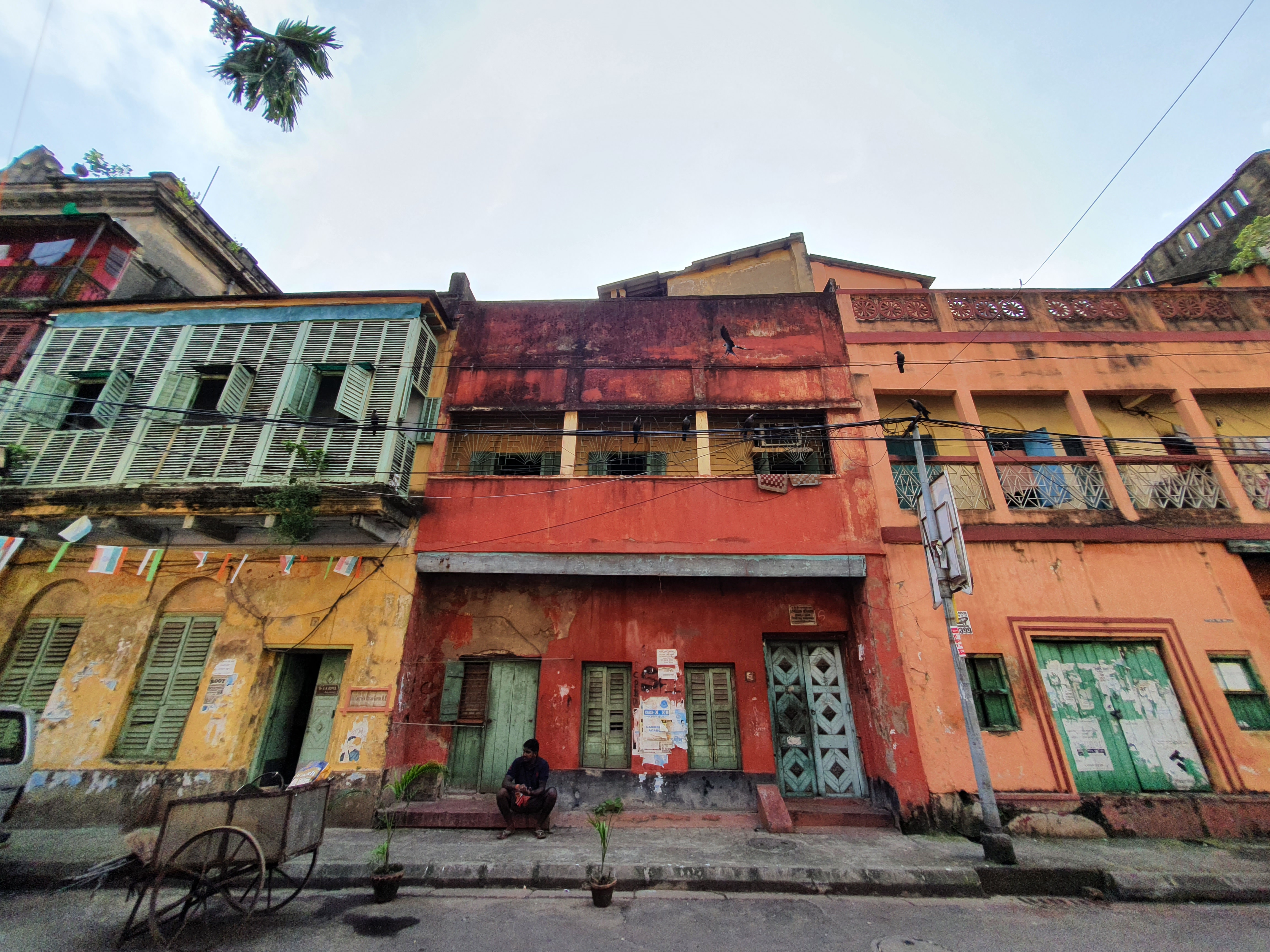
Residencia de Kadambini Ganguly

Kadambini Ganguly se casó con Dwarakanath Ganguly el 12 de junio de 1883, exactamente 11 días antes de ingresar a la Facultad de Medicina de Calcuta. Como madre de ocho hijos, tuvo que dedicar un tiempo considerable a sus asuntos domésticos. Era hábil en la costura.
El historiador estadounidense David Kopf señala que Ganguly «fue, con toda propiedad, la mujer brahmo más consumada y liberada de su tiempo», y que su relación con su marido Dwarkanath Ganguly «fue de lo más inusual al estar basada en el amor mutuo, la sensibilidad y la inteligencia». Kopf sostiene que Ganguly era muy inusual incluso entre las mujeres emancipadas de la sociedad bengalí contemporánea, y que «su capacidad para elevarse por encima de las circunstancias y realizar su potencial como ser humano la convirtió en un premio que atrajo a los brahmos sadharan dedicados ideológicamente a la liberación de las mujeres de Bengala».
Ganguly murió el 3 de octubre de 1923, luego de haber realizado una operación ese mismo día.

## Críticas
Fue muy criticada por la sociedad conservadora de entonces, que se oponía a la liberación de la mujer. Tras regresar a la India y hacer una campaña incesante por los derechos de las mujeres, fue llamada indirectamente «puta» en la revista Bangabashi, pero eso no pudo disuadir su determinación. Su marido, Dwarkanath Ganguly, llevó el caso a los tribunales y finalmente ganó con una sentencia de seis meses de cárcel para el editor Mahesh Pal.

## En la cultura popular
Una serie televisiva bengalí, Prothoma Kadambini, basada en su biografía, se emite por Star Jalsha desde marzo de 2020 protagonizada por Solanki Roy y Honey Bafna y también está disponible en Hotstar. Otra serie bengalí llamada Kadambini (2020) protagonizada por Ushasi Ray en el papel principal, también se transmitió en Zee Bangla.
A pesar de haber ejercido la medicina durante mucho más tiempo que Anandi Gopal Joshi, que solo ejerció durante unos tres meses antes de morir de tuberculosis, Ganguly es mucho menos conocida fuera de la India.
El 18 de julio de 2021, Google celebró el 160 aniversario de Ganguly con un doodle en su página de inicio en India, destacando, además de ser la primera médica de la India, su activismo por la emancipación de las mujeres.